# Jackie Fox
Jacqueline Louise Fuchs, nota come Jackie Fox (20 dicembre 1959), è una musicista e avvocatessa statunitense. È principalmente nota per essere stata la prima bassista della rock band The Runaways dal 1975 al 1977.

## Le Runaways
Fox venne notata a Los Angeles dal manager Kim Fowley, che le propose di entrare a far parte del suo progetto di rock band al femminile, le Runaways. Fox aveva inizialmente fatto un provino per entrare come chitarrista solista, ma la band assunse Lita Ford al suo posto. Quando poi le venne offerto il posto di bassista accettò, così la Fox si unì alla band nel 1975, poco prima del suo sedicesimo compleanno.
Nonostante ciò, Fowley non permise a Fox di suonare nel primo album omonimo della band, pertanto il suo esordio discografico avvenne nel 1977 con l'album seguente Queens of Noise. Venne invece assunto per suonare il basso nel primo disco Nigel Harrison, membro dei Blondie. Ciò è testimoniato da varie fonti, come l'autobiografia di Cherie Currie Neon Angel e la stessa Fox.
L'ultima apparizione della Fox con la band fu nell'album dal vivo Live In Japan, del 1977, e fu proprio durante il tour giapponese da cui fu tratto il disco che decise di lasciare la band. Victory Tischler-Blue (alias "Vicki Blue") venne presto scelta come sua sostituta. Jackie Fox compare comunque nell'album Flaming Schoolgirls (1980), una raccolta di outtake risalenti alle sessioni di registrazione di Queens Of Noise. Nel 1994 suona insieme a Cherie Currie e Sandy West in un concerto reunion delle Runaways.
Quando nel 2010 venne prodotto il film The Runaways, Fox non permise di utilizzare il suo nome, per cui venne sostituita da un altro personaggio di nome Robin.

## Dopo le Runaways
Negli anni successivi alla sua militanza nelle Runaways, la Fox svolse vari impieghi, come quello di promoter, agente di moda e recentemente come avvocato nel campo dell'intrattenimento, rappresentando attori, scrittori, registi e produttori. Si è laureata in legge ad Harvard, dove è stata compagna di corso di Barack Obama, ed ha anche conseguito un B.A. in linguistica e lingua italiana. Nel 2005 è apparsa nel documentario Edgeplay: A Film About the Runaways, prodotto e diretto da Vicki Blue. Ha anche scritto per l'Huffington Post.

## Discografia
- 1976 - The Runaways
- 1977 - Queens of Noise
- 1977 - Live in Japan
- 1980 - Flaming Schoolgirls